# Wget
Wget är ett datorprogram som används via kommandotolken i ex. Linux eller Microsoft Windows för att kommunicera med HTTP och FTP-servrar. Programmet som första gången kom ut 1996 är översatt till ett flertal språk, däribland svenska.